# Costa Atlantica
Pour les articles homonymes, voir Atlanticus, Atlantica, Atlanticum.
 (décembre 2020).
Si vous disposez d'ouvrages ou d'articles de référence ou si vous connaissez des sites web de qualité traitant du thème abordé ici, merci de compléter l'article en donnant les références utiles à sa vérifiabilité et en les liant à la section « Notes et références ».
Le Costa Atlantica est un navire de croisière appartenant à la société Costa Croisières du groupe leader mondial des croisières la Carnival corporation & PLC.
C'est un navire de classe Spirit.

## Histoire
Le Costa Atlantica ainsi que son sister-ship le Costa Mediterranea fut construit au chantier finlandais STX Finlande (STX Europe ex-Kvaerner, Aker Yards).
Toujours en service aujourd'hui, il fut la première construction neuve en opérations pour Costa Croisières après le rapprochement avec le Groupe américain Carnival Corp.
Immatriculé sous pavillon "bis" italien, (2d Régistre), le Costa Atlantica comptait 551 membres d'équipage n'appartenant pas à la Communauté Européenne, lors de son armement initial.
En 2003, son "sister-ship", le Costa Mediterranea, fut mis en service à son tour.
C'est sur ce paquebot que le film Bienvenue à bord de Éric Lavaine avec Franck Dubosc, Valérie Lemercier, Gérard Darmon a été tourné pendant 6 semaines. Le paquebot était alors commandé par Francesco Schettino.
Depuis 2016, il exploité  sur le marché chinois pour la compagnie filiale de Costa, CostaAsia.
À partir de janvier 2020 il intègre la nouvelle compagnie du groupe  Carnival Corporation spécialisée sur le marché chinois, la CSSC Carnival Cruise Shipping Limited. En 2021, il est rejoint par son sister-ship, le Costa Mediterranea. Ils gardent la livrée Costa jusqu’à nouvel ordre.

## Aménagement intérieur et divertissement
Le Costa Atlantica possède :
- 4 restaurants, dont un (Club Medusa) payants sur réservation
- 12 bars, dont un Cognac & Cigar Bar et un Wine Bar
- 4 bains à hydromassage,
- 4 piscines dont 1 avec verrière amovible
- Ischia Spa: centre bien-être sur 2 étages, avec salle de sport, salle de soins, sauna, hammam, solarium UVA

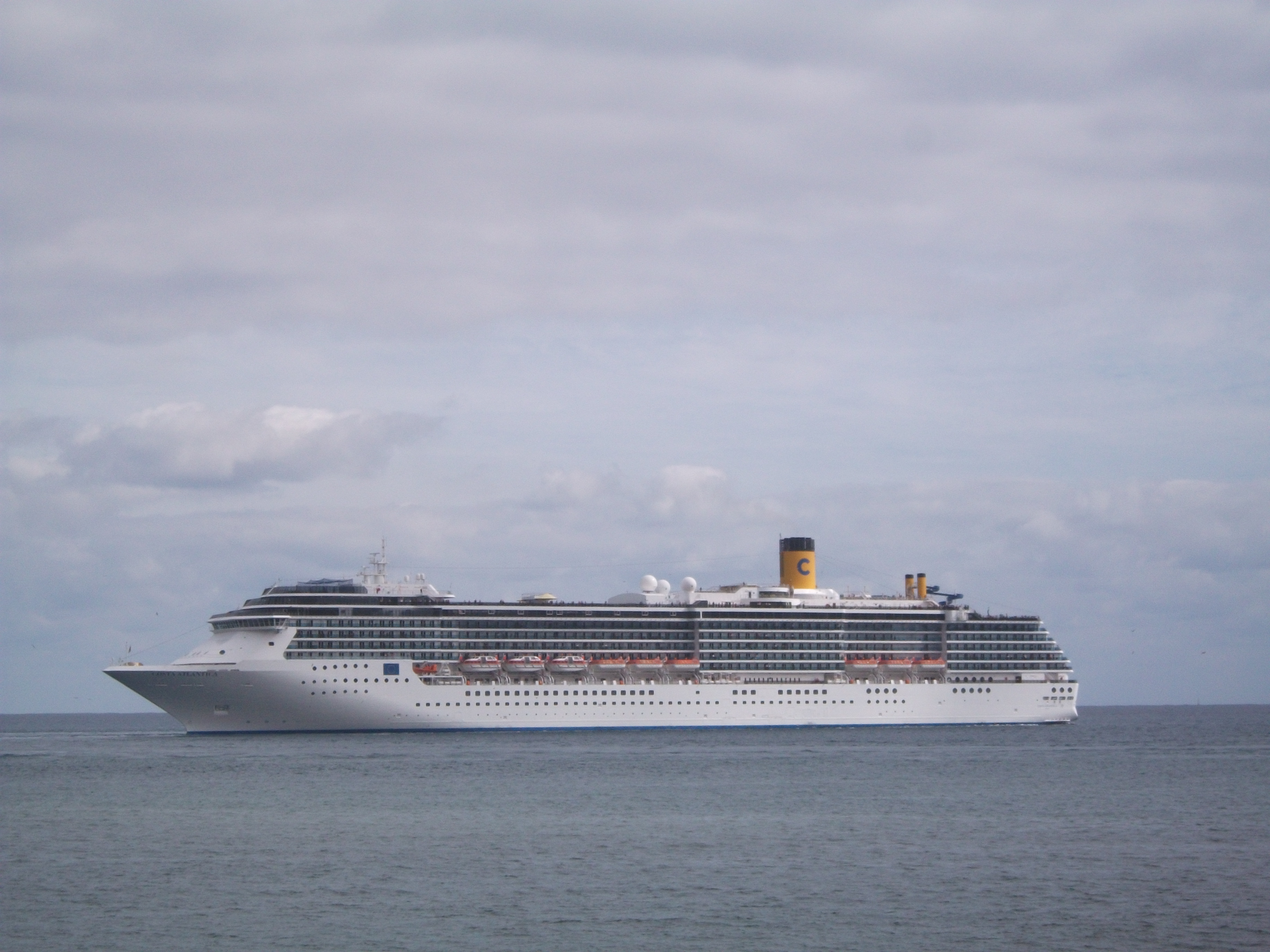
Le Costa Atlantica

- Terrain de sport polyvalent
- Parcours de footing en plein air
- Théâtre sur 3 étages
- Casino
- Discothèque
- Point Internet
- Bibliothèque
- Boutiques
- Monde virtuel,
- Squok Club
- Toboggan aquatique

## Galerie

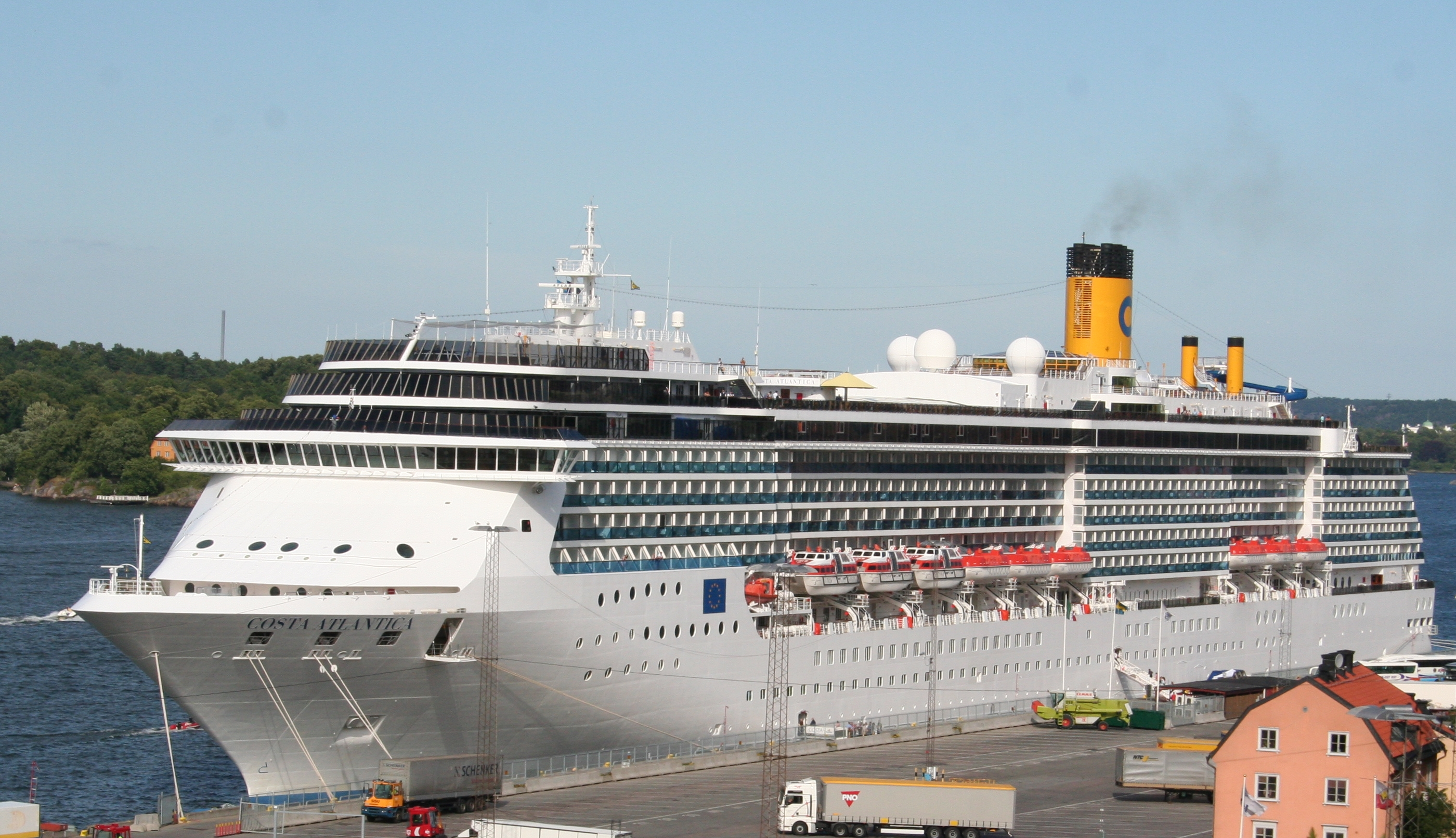
Le Costa Atlantica
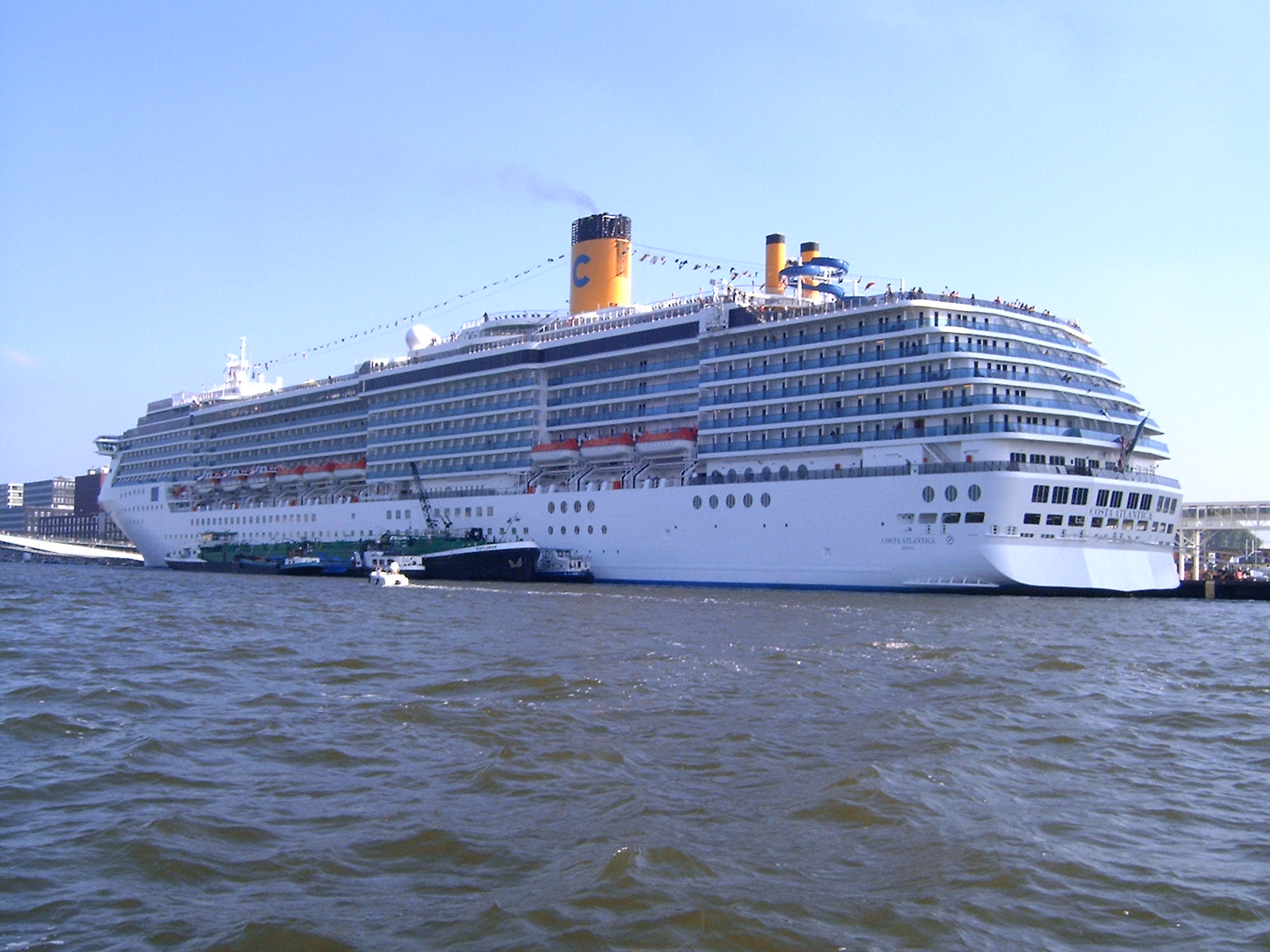
Le Costa Atlantica

## Sources
- (en) Cet article est partiellement ou en totalité issu de l’article de Wikipédia en anglais intitulé « Costa Atlantica » (voir la liste des auteurs).